# Olle Simonsson
Olof Christian Simon (Olle) Simonsson, född 18 januari 1947 i Uppsala församling, Uppsala län, död 21 oktober 2013 i Offerdals församling, Jämtlands län, var en svensk keramiker och folkmusiker. 

## Biografi
Olle Simonsson var son till indologen professor Nils Simonsson, bördig från Offerdal, och dennes hustru Ingeborg Morgenstern, som kom från Tyskland. 
Han utbildade sig till arbetsterapeut i Stockholm 1970–73 och arbetade inom det yrket under 14 år i Östersunds och Krokoms kommuner. År 1978 bosatte han sig i faderns hembygd. Simonsson hade eget krukmakeri i Ede, Offerdals socken i Krokoms kommun och arbetade i vitt lergods med lerfärger (engober), där han utvecklade en egen dekor. Han byggde upp sin keramikverkstad och verksamhet på hemgården, och från 1991 var han keramiker på heltid. Han drev också tillsammans med fyra andra hantverkare butiken Gaupa ('lodjuret' på jämtska) i Östersund.
Simonsson var en erfaren handledare, som tog emot lärlingar och praktikanter.
Simonsson var en aktiv spelman och en av grundarna av spelmanslaget Leikstulaget 1974, samt grundade år 1985 Offerdals Spelmanslag som spelat in flera skivor och turnerat över hela världen. Han var även under många år en eldsjäl i styrelsen för Offerdals hembygdsförening, och var initiativtagare till bland annat kulturevenemanget "Offerdalsveckan" i juli.
Han var far till barnen, Per, Olov och Märit.

## Utställningar (urval)
- Vild-Hussen i Hammarstrand (2008)
- Åre, Persåsen, Frösön, Alnö, Frånö i Kramfors, Föllinge och Hammerdal

## Diskografi (urval)
- 1977 – Mitt uti Jämtland, LP med Leikstulaget
- 1983 – Erik Nirsa låtar (Ville Roempke, Olle Simonsson & Rickard Näslin)
- 1996 – Drängkammarlåtar (Simon och Olle Simonsson, Kjell-Erik Eriksson från Hoven Droven)

## Utmärkelser
- 2011 – Krokoms kommuns Guldstjärna [12]
- 2013 – Jamtamots Hederspris [13]